# Rayan Helal
Rayan Helal (* 21. Januar 1999 in Saint-Martin-d’Hères) ist ein französischer Bahnradsportler, der auf Kurzzeitdisziplinen spezialisiert ist.

## Sportliche Laufbahn
Im Alter von sechs Jahren begann Rayan Helal mit dem Radsport und fuhr zunächst Rennen auf Bahn und Straße. 2016, mit 17 Jahren beschloss er, seinen Schwerpunkt auf die Bahn zu legen, nachdem ihm Trainer schon länger bescheinigt hatten, für den Sprint auf der Bahn prädestiniert zu sein. Zunächst trainierte er auf der Radrennbahn von Eybens, seit 2017 als Mitglied des Pôle France Olympique im Vélodrome National in Saint-Quentin-en-Yvelines, einem Vorort von Paris.
2017 wurde Rayan Helal Junioren-Weltmeister sowie Junioren-Europameister im Sprint. Im Dezember des Jahres startete der 18-jährige Fahrer in der Elite beim Lauf des Bahnrad-Weltcups 2017/18 in Santiago de Chile und belegte gemeinsam mit fast gleichaltrigen Melvin Landerneau und dem 15 Jahre älteren François Pervis Rang zwei im Teamsprint, beim folgenden Lauf in Minsk wurde er mit Benjamin Édelin und Michaël D’Almeida Dritter in derselben Disziplin. Zudem wurde er dreifacher nationaler Junioren-Meister.
Im Jahr darauf wurde Helal dreifacher U23-Europameister in Sprint, Keirin und Teamsprint (mit Landerneau und Florian Grengbo). Beim Lauf des Bahnrad-Weltcups 2018/19 in Berlin belegte er Rang drei hinter dem Australier Matthew Glaetzer und dem Niederländer Matthijs Büchli, nachdem er den sechsfachen Olympiasieger Jason Kenny aus dem Turnier geworfen hatte. 2019 errang er bei den U23-Bahneuropameisterschaften mit Sébastien Vigier und Landerneau Silber im Teamsprint sowie jeweils Bronze in Sprint und Keirin. Bei den Europaspielen in Minsk gewann er Bronze im Keirin sowie im Teamsprint (mit Grégory Baugé, Quentin Caleyron und Quentin Lafargue).
Bei den Olympischen Spielen in Tokio errang Helal gemeinsam mit Sébastien Vigier und Florian Grengbo die Bronzemedaille im Teamsprint. Bei den Olympischen Spielen 2024 vor Heimpublikum trat er im Teamsprint, Sprint und Keirin an. Bei den Europameisterschaften 2021 und den Weltmeisterschaften im selben Jahr holte er im Teamsprint jeweils Silber, ebenso bei der EM 2024, bevor er 2025 in dieser Disziplin einen internationalen Titel holte.

## Erfolge
2017
- Junioren-Weltmeister – Sprint
- Junioren-Europameister – Sprint
- Französischer Junioren-Meister – Sprint, 1000-Meter-Zeitfahren

2018
- U23-Europameister – Sprint, Keirin, Teamsprint (mit Melvin Landerneau und Florian Grengbo)

2019
- Europaspiele – Keirin, Teamsprint (mit Grégory Baugé, Quentin Caleyron und Quentin Lafargue)
- U23-Europameisterschaft – Teamsprint (mit Sébastien Vigier und Melvin Landerneau)
- U23-Europameisterschaft – Sprint, Keirin
- Französischer Meister – Sprint

2021
- Olympische Spiele – Teamsprint (mit Sébastien Vigier und Florian Grengbo)
- Europameisterschaft – Teamsprint (mit Timmy Gillion und Sébastien Vigier)
- Weltmeisterschaft – Teamsprint (mit Sébastien Vigier und Florian Grengbo)

2022
- Französischer Meister – Sprint

2023
- Europameisterschaft – Sprint
- Weltmeisterschaft – Teamsprint (mit Sébastien Vigier und Florian Grengbo)
- Französischer Meister – Sprint

2024
- Europameisterschaft – Teamsprint (mit Sébastien Vigier und Florian Grengbo)
- Französischer Meister – Sprint

2025
- Französischer Meister – Sprint
- Europameister – Teamsprint (mit Timmy Gillion und Sébastien Vigier)
- Europameisterschaft – Sprint